# Heinrich Otto von Brackel
Heinrich Otto von Brackel († 1. November 1713 in Nykarleby) war ein königlich schwedischer Generalmajor.
Er war Angehöriger des baltischen Adelsgeschlecht Brackel. Seine Eltern waren der Stifter der schwedischen und finnischen Linie der Familie, Oberst und Vizekommandant von Narwa Georg Anton von Brackel (* 1627; † 1686) und Catharina Vellingk († nach 1699).
Im Jahre 1674 war Brackel Feldwebel im Kronobergs-Regiment, 1676 Fähnrich im Marienregiment und 1679, noch immer im Rang eines Fähnrichs im Tavastehus-Regiment, wo er aber selben Jahres zum Leutnant avancierte. 1689 wurde Brackel zum Kapitänleutnant befördert und war noch im selben Jahr Kapitän im Garnisonregiment in Stade. Dort avancierte er 1700 zum Major und 1705 zum Oberstleutnant. 1710 Wurde Brackel als Oberst zum Ingermanländischen Dragonerregiment versetzt. 1713 nahm er im Rang eines Generalmajors seinen Abschied.
Heinrich Otto von Brackel war Erbherr auf Hof und Dorf Kochtel mit dem dazugehörigen Dorf Oddris im Kirchspiel Jewe, sowie auf halb Hoflage und Dorf Aitz im Kirchspiel Luggenhusen.
Er war mit seiner Base Anna Gertrud Vellingk († 1710) vermählt. Aus der Ehe gingen zwei Söhne und eine Tochter hervor.